# Штенцель, Эрхард
Эрхард Штенцель (5 февраля 1925, Фрайберг, Саксония — 18 ноября 2021) — немецкий активист движения за мир, дезертир вермахта, немецкий боец Движения Сопротивления во Франции.

## Биография
Мать Штенцеля была текстильщицей, а отец — металлургом и коммунистом. 2 мая 1933 года, когда Эрхарду Штенцелю было 8 лет, он стал свидетелем, как его отца забрали из собственной квартиры и бросили в грузовик. Он был арестован из-за своей профсоюзной деятельности. В 1944 году отца расстреляли в концентрационном лагере Бухенвальд.
Окончив начальную школу, Эрхард Штенцель освоил профессию машиниста печатной машинки. В последний год обучения был арестован гестапо и обвинён в саботаже, однако был освобождён спустя три месяца пыток ввиду отсутствия доказательств.
Осенью 1942 года в возрасте семнадцати лет Штенцель был призван в Вермахт. В декабре 1943 года был направлен в оккупационные войска на севере Франции. Лагерь, в который его направили, был расположен в деревне Орадур-сюр-Глан, где 10 июня 1944 года, за три дня до его прибытия, произошло массовое убийство 642 жителей деревни, включая женщин и детей. Это событие сильно повлияло на него: видя мертвые тела местных жителей, он твёрдо решил как можно скорее бежать из Вермахта. Сумев выйти контакт с немецкоязычным французским коммунистом, Штенцель дезертировал, взяв своё оружие.
3 января 1944 года он был официально принят в Сопротивление и Коммунистическую партию Франции. Штенцель являлся одним из освободителей Парижа, Руана и Гавра. Нацисты исключили его из вермахта и заочно приговорили его к смертной казни. Приговор был отменён только в 2002 году в соответствии с законом об отмене неправомерных национал-социалистических приговоров в уголовном правосудии.
Вернувшись домой в Саксонию, Штенцель стал заместителем директора издательства «Зексише Цайтунг». Его работа в Социалистической партии единства Германии привела его в Восточный Берлин, где он стал заместителем генерального директора ЗЕНТРАГ.
В 1978 году переехал в Фалькензе по семейным обстоятельствам. После мирной революции в ГДР был членом городского совета и был избран заместителем мэра. Эрхард Штенцель был приверженцем сохранения форпоста Фалькензе концентрационного лагеря Заксенхаузен в качестве подлинного мемориала. Он посещал школы, где рассказывал молодым людям о своём опыте.
Умер 18 ноября 2021 года.

## Награды
- Герой Французской Республики[1]
- Медаль Бранденбургского государственного парламента за признание заслуг перед обществом[9]
- Почётный председатель Левой партии в округе Хафельланд